# Blaasmeridiaan

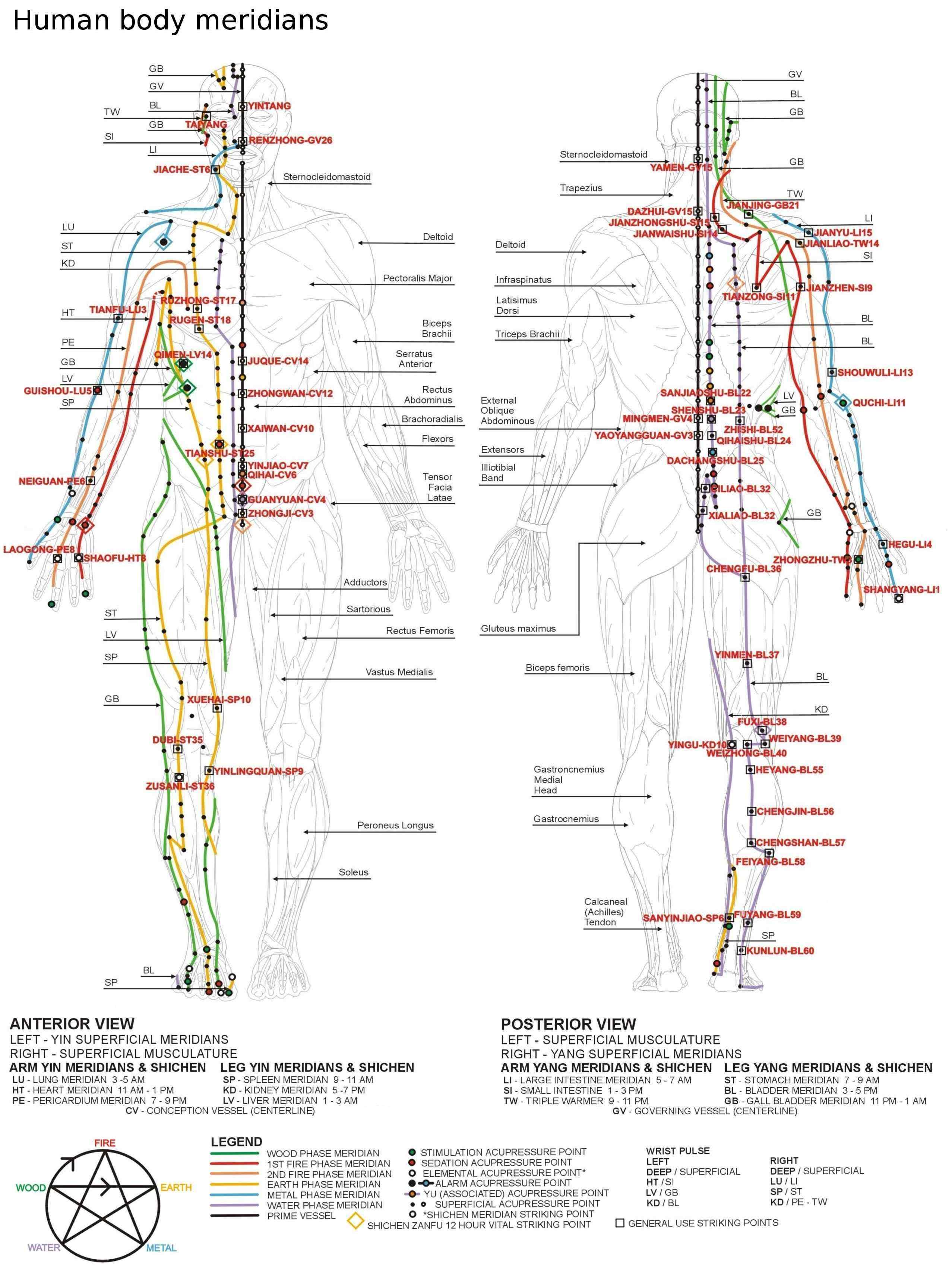
Overzicht van de 12 belangrijkste meridianen

De blaasmeridiaan (Qiao Mai) is een van de 12 belangrijkste meridianen in de traditionele Chinese geneeskunde.
De meridiaan begint in de ooghoeken aan de zijde van de neus en loopt omhoog naar het voorhoofd over de schedel naar het achterhoofd. Vervolgens gaat deze omlaag langs de dwarsuitsteeksels van de ruggenwervels, langs het heiligbeen en het stuitje en dan weer omhoog naar de nek tot de stuit (net naast de eerder beschreven gedeelte), verder omlaag over de bil, achterbeen, knieholte, kuit, enkel en eindigt aan de buitenzijde van de voet aan de nagel van de vijfde teen. Volgens de traditionele Chinese geneeskunde is deze meridiaan een yangmeridiaan en behoort tot het element water. Tussen 15:00 en 17:00 uur zou deze energie het meest actief zijn en deze zouden invloed hebben op de ogen (voornamelijk tranende ogen), hoofd, rug en urine.
longmeridiaan · dikkedarmmeridiaan · dunnedarmmeridiaan · maagmeridiaan · miltmeridiaan · hartmeridiaan · blaasmeridiaan · niermeridiaan · pericardiummeridiaan · drievoudige verwarmermeridiaan · galblaasmeridiaan · levermeridiaan